# Šasko jezero
Šasko jezero (cyr. Шаско језеро, alb. Liqeni i Shasit) – jezioro na terenie gminy Ulcinj, na południu Czarnogóry, w pobliżu granicy z Albanią. Jezioro znajduje pomiędzy dwoma pasmami wzgórz ciągnących się z południowego wschodu na północny zachód. Zajmuje powierzchnię 360 ha, a jego maksymalna głębokość wynosi 7,8 m. Odpływ wody zapewnia jednokilometrowy kanał prowadzący do rzeki Buny.